# Мизофобија
Мизофобија је патолошки страх од инфекције. Карактеристично понашање за особе које су мизофоничне је да већи део свог времена проводе у прању руку и на друге начине покушавају да спрече „могуће заразе”.